# 게오겜마속
게오겜마속은 피로딕티움과의 한 속이다.